# Rafael Rodríguez Durán
Rafael Rodríguez Durán (nacido el 24 de septiembre de 1984 en Cotuí) es un lanzador de Grandes Ligas que se encuentra en la organización de los Diamondbacks de Arizona.
Rodríguez hizo su debut en Grandes Ligas con los Angelinos de Anaheim contra los Marineros de Seattle el 15 de abril de 2009, en el Safeco Field, lanzando una entrada y permitiendo un hit.
El 25 de julio de 2010, fue cambiado por los Angelinos a los Diamondbacks de Arizona como parte del canje que involucraba a Dan Haren. Fue designado para asignación después de la temporada 2010.